# Hussards de Baschi de Cayla
Les Hussards de Baschi de Cayla est un corps de hussards constitué pendant la Révolution française par l'Armée des émigrés.

## Création et différentes dénominations
- juillet 1794 : Le corps est créé par Étienne de Baschi, comte de Cayla, et est composé de 300 hommes, principalement des Alsaciens et sert dans l'armée autrichienne.
- octobre 1797 : Le corps, qui ne compte plus que 118 hommes, passe dans l'armée russe.
- avril 1798 : Le corps des Hussards de Baschi de Cayla est licencié et réuni aux Dragons d'Enghien.

## Uniforme
- shako : noir
- collet : rouge
- dolman : rouge
- pelisse : bleu
- parement : bleu
- tresse : blanc
- culotte : bleu

## Personnalités ayant servi aux Hussards de Baschi de Cayla
- Ferdinand de La Ville-sur-Illon (1777-1865), maréchal de camp (1826), entré au service aux Hussards, le 10 juin 1794, comme cadet -gentilhomme.

## Source
Les Hussards français, Tome 1, De l'Ancien Régime à l'Empire, Histoire & Collections